# Station Kopenhagen Zuid
Station Kopenhagen Zuid (Deens: København Syd) is een spoorwegstation in de wijk Valby in Kopenhagen dat op 6 januari 2007 werd geopend. Het is het zuidelijke eindpunt van de ringbanen en op het viaduct over de andere spoorlijnen liggen de perrons van de Køge Bugt-banen. Ondergronds ligt het gelijknamige metrostation dat op 22 juni 2024 werd geopend. 

## Geschiedenis
Het station werd gebouwd als overstappunt tussen de ringbanen en de Køge Bugt-banen. Aanvankelijk was het ook de bedoeling dat de stoptreinen Roskilde-Høje Tåstrup-Kastrup hier ook zouden stoppen maar deze treindienst werd in 2005 opgeheven voordat de bouw van het viaduct begon. 
De zuidelijke verlenging van de ringbanen werd geopend op 8 januari 2005 en had haar zuidelijke eindpunt toen bij de Gammel Køge Landevej een paar 100 meter ten noordwesten van het station. Het tijdelijke station aldaar werd al Ny Ellebjerg genoemd en werd gebouwd met hergebruikte onderdelen van de opgeheven halte bij de C.F. Richs Vej. Op 16 november 2006 werd het perron van de ringbanen bij het definitieve station Ny Elleberg geopend en op 6 januari 2007 volgden de perrons op het viaduct dat gebruikt wordt door de  Køge Bugt-banen. Tegelijk werd het voormalige station Ellebjerg gesloten, vandaar dat toen de naam Ny (nieuw) Ellebjerg werd gekozen.
Voor de opening van het station schatte Banedanmark de reizigersstroom op 25.000 per dag waarvan 14.600 op de ringbanen, met 8.500 overstappers. De reizigerstelling van DSB in 2008 kwam niet verder dan 2857 vertrekkende reizigers en in 2010 telde het Deens vervoersagentschap 5.500 reizigers per dag. 

### Naamsverandering
In het voorjaar van 2021 hield de krant Politiken in samenwerking met de minister van verkeer, Benny Engelbrecht, een opiniepeiling over de naam waarbij København Syd als populairste naam naar voren kwam. Op 28 januari maakte het ministerie van verkeer bekend dat Ny Ellberg in 2024 zou worden omgedoopt in København Syd. DSB wijzigde de naam echter al op 10 december 2023 tegelijk met het van kracht worden van de nieuwe dienstregeling:  
```
"Ny Ellebjerg wordt Kopenhagen Zuid
In verband met de wijziging van de dienstregeling op zondag 10 december verandert de naam van station Ny Ellebjerg in station Kopenhagen Zuid. De naamsverandering vindt plaats in verband met de ontwikkeling van het station van een lokaal knooppunt naar een belangrijk knooppunt voor Kopenhagen." 
```

## Ligging en inrichting
Het station ligt in het zuiden van Valby bij de kruising van diverse spoorlijnen. Het station bestaat uit een gebogen viaduct voor de spoorlijn Kopenhagen - Køge en verschillende perrons op maaiveldniveau. Het is samen met Danshøj en Ørestad een van de drie Deense spoorwegknooppunten die zijn gebouwd zonder stationsgebouw en waar niet permanent personeel aanwezig is. De hoofdingang ligt aan de noordkant van de spoorlijn aan het voorplein bij de Carl Jacobsens Vej, waar ook de bushaltes en het metrostation te vinden zijn. De perrons op het viaduct zijn via liften en trappen verbonden met het voorplein en de andere perrons zijn via een verdiept plein verbonden met het voorplein. Daarnaast is het station toegankelijk via de westkop van het viaduct waar de liften en trappen op straatniveau aansluiten op een fiets/voetpad tussen Følager in het westen en de Ellebjergvej in het zuiden. Reizigers kunnen hier rechtstreeks naar de perrons op het viaduct en moeten naar/van de andere perrons aan het andere perroneinde weer naar beneden. Het perron voor de langeafstandsdiensten is aan de westkant met een vaste trap verbonden met de Gammel Køge Landevej, zodat ook dat perron gebruikt kan worden als toegang tot het station. 
De sporen (1 en 2) op het viaduct zijn bij het station niet verbonden met andere spoorlijnen. Onder het viaduct liggen de sporen (21 t/m 24) van lijn 6, de goederenverbindingslijn Københavns Hovedbanegård – Vigerslev,  die gebruikt is om de lijn via Valby te ontlasten door stoptreinen via Kopenhagen Zuid te laten rijden. Voor het reizigersverkeer ligt een eilandperron tussen de sporen 23 en 24 die door de langeafstandstreinen gebruikt worden. De sporen 21 en 22 worden gebruikt door goederentreinen, onder andere van/naar Zweden, en sinds december 2021 door de stoptreinen tussen het vliegveld en Slagelse die niet  stoppen in het  station.  Aan de noordwestkant liggen de kopsporen 11 en 12  met een eilandperron  dat als zuidelijk eindpunt van S-tog lijn F fungeert.    

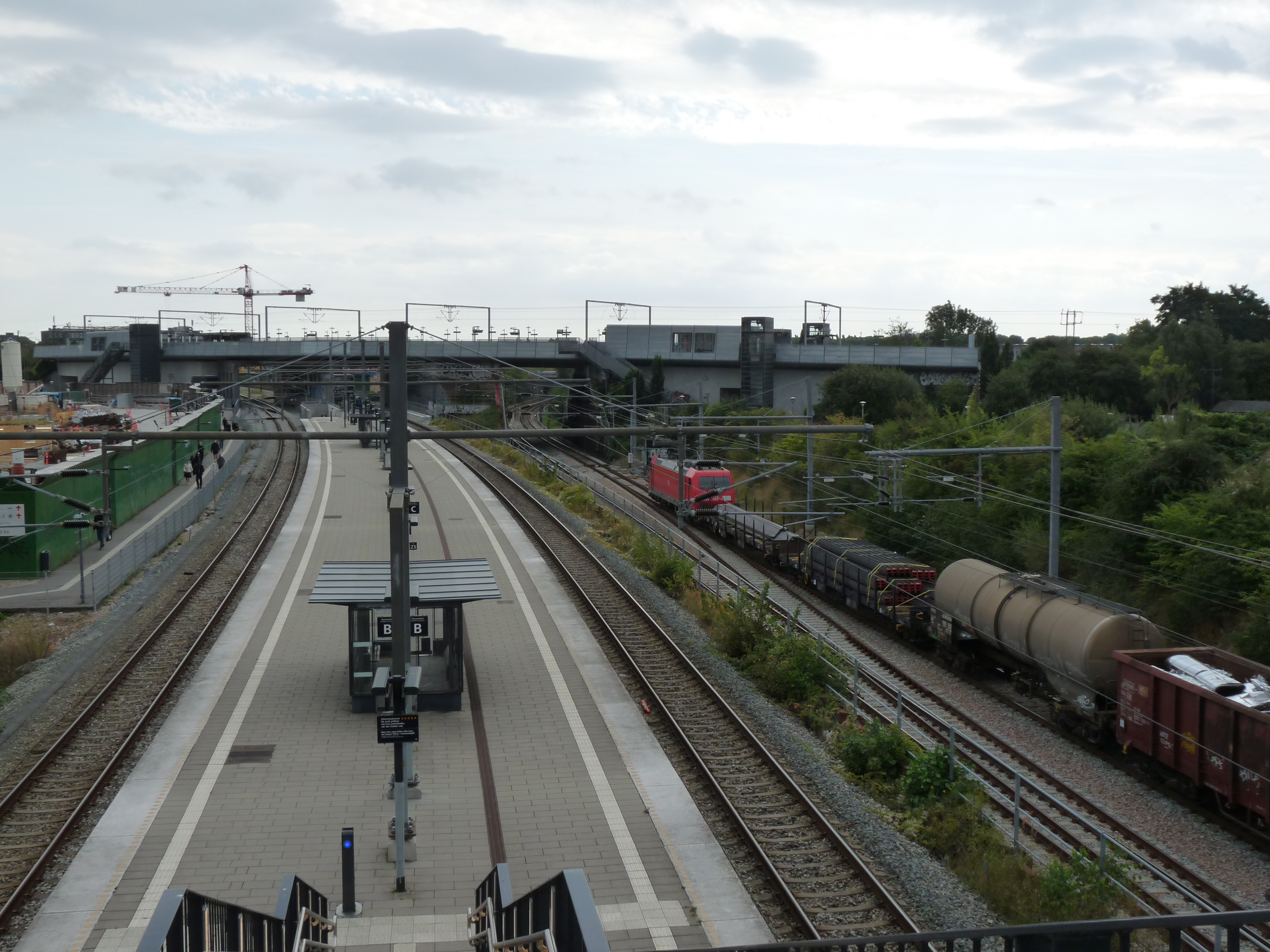
Het station gezien uit het westen.
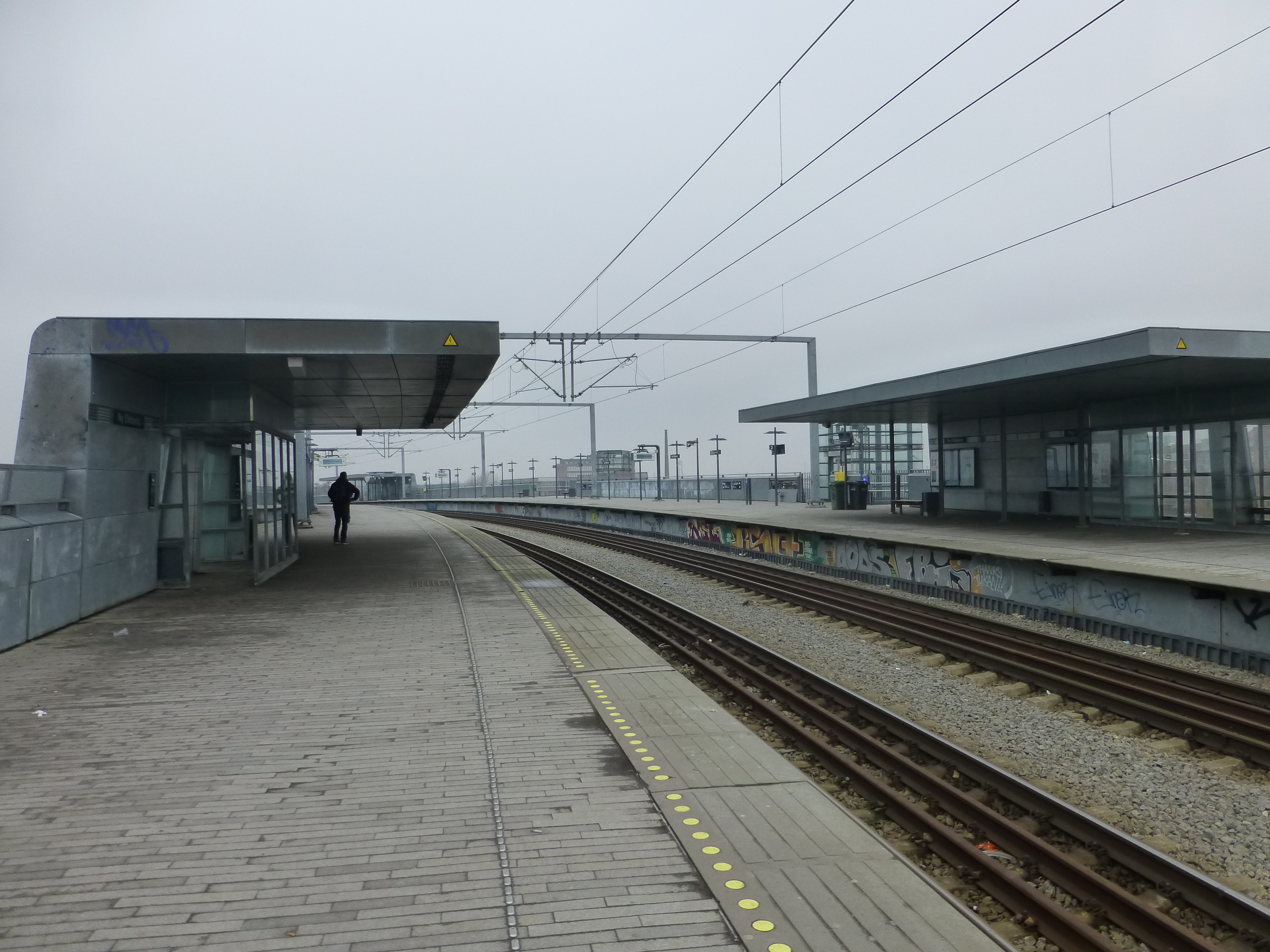
De sporen en perrons op het viaduct gezien uit het oosten.
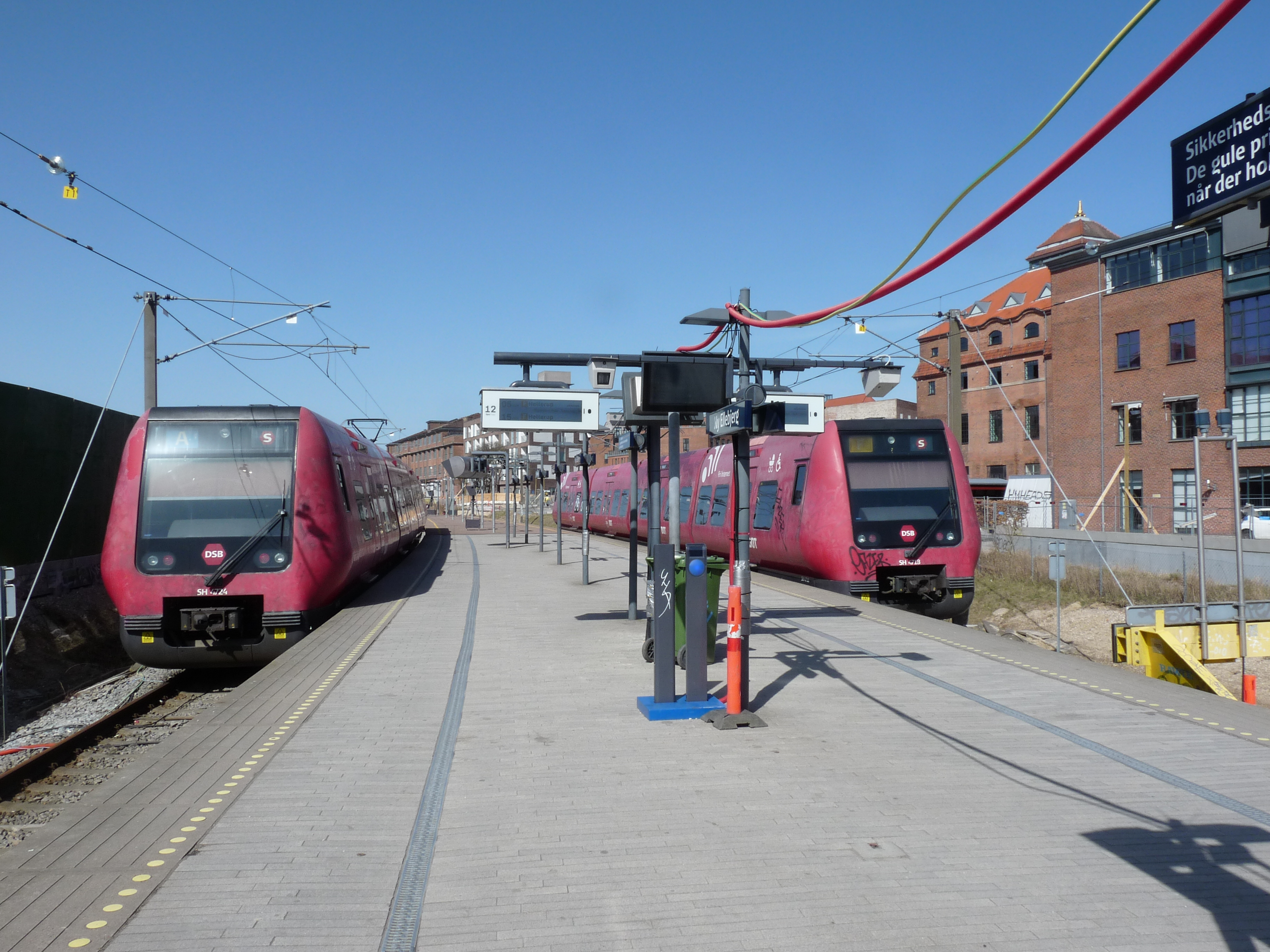
S-tog stellen langs het perron van lijn F.

## Reizigersverkeer

### Viaduct
Op het viaduct liggen twee sporen van lijn 850, de spoorlijn Kopenhagen - Køge, met zijperrons. Formeel betreft het een halte tussen Åmarken en de blokpost Bavnehøj. Spoor 1 wordt bediend door S-tog diensten A naar Hillerød en  E naar Holte. Spoor 2 wordt bediend door de S-tog diensten  A naar  Solrød Strand en E naar Køge .  De beide perrons zijn met vaste trappen en liften verbonden met het  straatniveau. 

### Ringspoorlijn
De  ringbanen wordt bereden door S-tog dienst F die Kopenhagen Zuid als zuidelijk eindpunt heeft en diensten naar Hellerup onderhoudt die af en toe doorrijden tot Klampenborg. Technisch gezien vallen deze sporen onder de blokpost Vigerslev.  De kopsporen van de ringspoorlijn hebben de nummers 11 en 12 gekregen en liggen aan weerszijden van het eilandperron op straatniveau. In verband met de aanleg van de metro is het perron in noordwestelijke richting verplaatst. 

### Langeafstandsverkeer
In het kader van het tracébesluit voor de spoorlijn Kopenhagen - Ringsted werd door de politiek besloten om voor deze lijn bij de noordelijke aansluiting op het bestaande spoorwegnet bij Kopenhagen Zuid  ook perrons te bouwen voor het langeafstandsverkeer.  Banedanmark besloot om geografische redenen dat deze in het kader van het KØR-project moesten worden gebouwd. Hierdoor kon het eilandperron in december 2013 in gebruik genomen worden bij de ingang van de nieuwe dienstregeling. Het perron ligt formeel aan lijn 6 (Københavns Hovedbanegård – Vigerslev goederen) en ligt tussen de sporen 23 en 24. Het is aan de oostkant via een vaste trap en een reizigerstunnel verbonden met het verdiepte stationsplein dat ook toegang biedt tot het metrostation.
Tot 9 december 2017 werd het perron bediend door een halfuursdienst met stoptreinen tussen Østerport en Roskilde en verder naar Ringsted. Deze diensten werden meestal gereden met elektrische treinstellen reeks IR4. Sinds de opening van de hogesnelheidslijn worden de sporen 23 en 24 bediend door deze diensten.  

### Øresundlijn
Aan de Øresundlijn, formeel lijn 11 (København H / Hvidovre Fjern – Peberholm) zijn geen perrons. De lijn wordt hier gebruikt voor goederenverkeer maar in de milieu effect rapportage voor de hogesnelheidslijn is de mogelijkheid om langeafstandstreinen rechtstreeks tussen Kopenhagen-Zuid en het vliegveld te laten rijden en daarmee Københavns Hovedbanegård te omzeilen. In januari 2024 is de bouw van de perrons langs de sporen 21 en 22 gestart en naar verwachting zijn deze in 2025 gereed.

### Metro
Het metrostation ligt aan een verdiept plein bij de Carl Jacobsens Vej dat tevens toegang biedt tot de voetgangerstunnels naar de diverse perrons op maaiveldniveau. Aanvankelijk was het de bedoeling om het metrostation bovengronds te bouwen maar in 2016 kwam er overeenstemming tussen het ministerie van vervoer en de gemeenten Kopenhagen en Frederiksberg om het station ondergronds te bouwen.  Het metrostation is het zuidelijke eindpunt van de M4 en er bestaan plannen om de metro verder naar het westen te verlengen. Daarnaast is ook een plan om de letbane vanuit Glostrup door te trekken naar het station. 

### Busdiensten
De busdiensten worden verzekerd door Movia waarvan lijn 7bis het eindpunt heeft op het voorplein aan de Carl Jacobsens Vej. De lijnen 1A en 4A hebben hun haltes op het viaduct van de Gammel Køge Landevej ten westen van het station.